# Jack the Ripper Stalks His Victims
Jack the Ripper Stalks His Victims es la primera colección del diseñador británico Alexander McQueen, producida como colección de tesis para su maestría en moda en la escuela de arte Central Saint Martins (CSM). La narrativa de la colección se inspiró en las víctimas del asesino en serie londinense del siglo XIX, Jack el Destripador, con inspiración estética de la moda, el erotismo y las prácticas de prostitución de la era victoriana. La colección se presentó en la pasarela de la Semana de la Moda de Londres el 16 de marzo de 1992, como la penúltima de las colecciones de graduación de CSM. La editora Isabella Blow quedó fascinada con el desfile e insistió en comprar la colección completa, y se convirtió más tarde en amiga y musa de McQueen.
Jack el Destripador sigue siendo objeto de análisis crítico por su concepto y estilo violentos. McQueen se aferró a las tendencias narrativas y estéticas que estableció en la colección a lo largo de su carrera, ganándose la reputación de producir colecciones impulsadas por la narrativa inspiradas en aspectos macabros de la historia, el arte y su propia vida. Las prendas de la colección, incluido un abrigo rosa con un estampado de espinas, han aparecido en las retrospectivas Alexander McQueen: Savage Beauty (2011 y 2015) e Isabella Blow: Fashion Galore! (2013).

## Contexto
El diseñador británico Alexander McQueen (cuyo nombre de nacimiento es Lee Alexander McQueen; 1969-2010) fue conocido en la industria de la moda por sus diseños imaginativos, a veces controvertidos, y sus desfiles de moda.  McQueen tuvo una fascinación de por vida por la historia, la sexualidad, la violencia y la muerte, que tradujo en sus diseños desde el comienzo de su carrera de casi veinte años hasta el final. Su trabajo era altamente autobiográfico: incorporó elementos de sus recuerdos, sentimientos e historia familiar en sus diseños y desfiles. Al principio de su carrera fue acusado a menudo de misoginia por sus diseños extremos, una caracterización a la que se opuso constantemente.
Sus padres fueron un taxista londinense y una profesora, y creció en uno de los barrios más pobres del East End de Londres. Su educación fue traumática: fue víctima de abuso sexual infantil y fue testigo de cómo sus hermanas sufrían violencia doméstica por parte de sus parejas. Comenzó su carrera en la moda en 1984 como aprendiz con los sastres de Savile Row Anderson & Sheppard antes de unirse brevemente a Gieves & Hawkes como cortador de patrones.  Su trabajo en esa sastrería le valió una reputación de sastre experto. McQueen dejó Savile Row en 1988 y pasó los dos años siguientes en varios puestos de nivel inicial en la moda. Trabajó brevemente para los vestuaristas teatrales Angels y Bermans. En 1989, a la edad de 20 años, fue contratado por el diseñador experimental con sede en Mayfair Koji Tatsuno. Luego trabajó con el diseñador John McKitterick, donde adquirió experiencia con ropa fetichista; primero en Red or Dead, luego en la propia marca de McKitterick.
McQueen buscó más experiencia en la industria y McKitterick le recomendó que intentara una pasantía en Italia, entonces el centro del mundo de la moda.  De marzo a julio de 1990, McQueen trabajó en Milán en el taller del diseñador Romeo Gigli. Después de renunciar, regresó en agosto a la marca del diseñador inglés en Londres. Cuando McQueen expresó su interés en aprender más sobre la industria de la moda, McKitterick le sugirió que viera a Bobby Hillson, el fundador y director del curso de maestría en moda en la escuela de arte de Londres Central Saint Martins (CSM).

## Central Saint Martin
McQueen se presentó en CSM con una pila de ropa de muestra y sin cita previa, buscando un trabajo como profesor de corte de patrones. Hillson lo consideró demasiado joven para esto, pero basándose en la solidez de su portafolio, y a pesar de su falta de calificaciones formales, aceptó a McQueen en el curso de diseño de moda de nivel de maestría de dieciocho meses. Incapaz de pagar la matrícula, pidió prestado  4000 £ a su tía Renee para cubrirla. McQueen conoció a varios de sus futuros colaboradores en CSM, incluido Simon Ungless, un amigo y más tarde compañero de habitación.
Los estudiantes de maestría del CSM debían producir una colección de graduación de al menos seis conjuntos como tesis. McQueen le dijo a Hillson que tenía la intención de presentar ropa desgastada y manchada, para que las modelos parecieran sobrevivientes de un ataque violento. Aunque Hillson tenía dudas sobre la idea, aceptó ser su mentora. Entre otras cosas, esto significaba proporcionarle discretamente telas de calidad de las tiendas del CSM. No podía permitirse comprar las suyas propias, y una tela de menor calidad no habría resistido el nivel de desgaste que McQueen estaba aplicando.
Los estudiantes debían presentar un informe de marketing con sus colecciones, en el que se describieran los fundamentos y el caso de negocio de sus diseños.En cambio, McQueen presentó una narración que relataba cómo el estudio de genealogía de su madre lo llevó a descubrir que un pariente lejano había sido dueño de una posada y había alquilado una habitación a una de las víctimas de Jack el Destripador, aunque sus profesores dudaban de la historia.La profesora de CSM, Louise Wilson, con quien McQueen tenía una relación polémica, le dijo al autor Andrew Wilson que la portada del informe estaba decorada con su vello púbico. El informe fue, en algún momento, robado de la oficina de Wilson, quien sospechaba que el propio diseñador era el responsable.
McQueen no estaba escandalizando solo por darse un gusto. Los desfiles de graduación de CSM fueron cubiertos por la prensa londinense y él quería explotar la controversia para crear publicidad. Esta era una táctica común para los jóvenes diseñadores de Londres en ese momento. La industria de la moda del país carecía de infraestructura para apoyar a los recién llegados, lo que los obligaba a depender de un espectáculo extremo para atraer la atención de los medios con la esperanza de atraer patrocinadores financieros.

## Concepto y colección

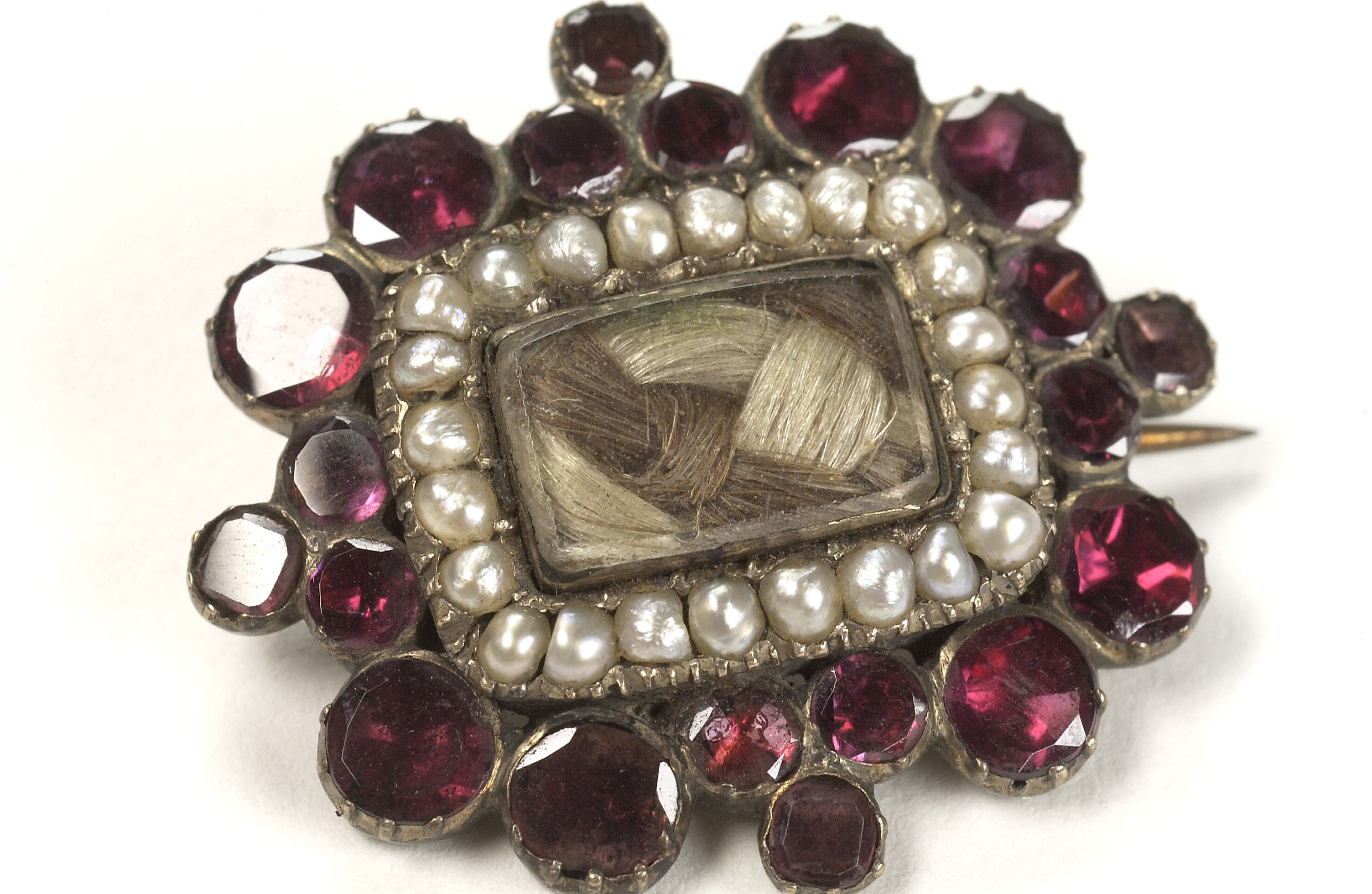
Broche de luto victoriano que contiene el pelo de un familiar fallecido.

La narrativa de la colección se inspiró en las víctimas del asesino en serie londinense del siglo XIX, Jack el Destripador, cuyo nombre se usó para el título. Las notas del desfile describieron a la colección basada asesino serial como una «colección de ropa de día a noche inspirada en las prostitutas del siglo XIX».  McQueen se inspiró estéticamente para las prendas en la moda, el erotismo y las prácticas de prostitución de la época victoriana. Su sastrería ajustada y sus elementos esculturales se hicieron eco del estilo victoriano de moldear el cuerpo con corsés y polisones. McQueen y Ungless tenían un interés mutuo en la famosa novela sadomasoquista del siglo XVIII Los 120 días de Sodoma y la adaptación cinematográfica de 1975 Saló, o los 120 días de Sodoma, que contribuyeron a la estética brutal de la colección. McQueen también se inspiró en la novela Perfume de 1985, en la que un genio perfumista se convierte en un asesino en serie de mujeres jóvenes.
McQueen también se inspiró en el trabajo de otros diseñadores. McKitterick recordó su «obsesión» con su colega británico John Galliano, cuyo trabajo era conocido por su creatividad y teatralidad.  Ungless lo niega en cierta medida, afirmando que a McQueen no le gustaban los diseños de Galliano, pero quería superar sus logros.  En menor medida, el diseñador se inspiró en Helmut Lang y Martin Margiela, quienes entonces experimentaban con un estilo minimalista vanguardista en comparación con los estilos maximalistas de la década de 1980. También le interesaba la decadencia y la sexualidad de Yves Saint Laurent.
McQueen trasladó a la colección lo aprendido en sus diversos trabajos: la sastrería de Savile Row, la complejidad de Tatsuno, la ropa fetichista de Red or Dead y la estética decadente de Gigli. Combinó referencias historicistas a estilos más antiguos, como las levitas, con elementos modernos como los plisados asimétricos o las telas retorcidas, y jugó con colores intensos contra telas transparentes. La paleta de colores de la colección era principalmente negro y rojo intenso, con tela malva y roja para el forro. El malva es un color de luto victoriano, mientras que el uso del rojo para el forro puede haber sido un eco de la apariencia de la carne humana dentro del cuerpo. Las salpicaduras de sangre estaban representadas por cuentas rojas, hilo y pintura.  Las prendas estaban desgastadas con marcas de quemaduras y otros daños. Algunas faldas estaban decoradas con bricolaje de fotos de revistas, incluido un retrato del actor Johnny Depp. Se utilizaron como adorno plumas recogidas en la casa de campo de Ungless.
Varias prendas, incluida una levita rosa, estaban forradas con tela que contenía cabello humano encapsulado.. Para las etiquetas de los artículos, McQueen colocó mechones —que afirmaba eran suyos— dentro de cuadrados de plástico transparente.    Este recurso hacía referencia a diversas prácticas históricas: la conservación de mechones como recuerdo o trofeo, la venta de pelo por parte de prostitutas en la era victoriana, y la elaboración de joyería conmemorativa durante el duelo.

## Desfile y descubrimiento

### Desfile de pasarela
En ese momento, CSM presentó sus colecciones de graduación en un solo desfile en la Semana de la Moda de Londres.  Ese año, se celebró en la sede del Duque de York, en Londres, el 16 de marzo de 1992; el día antes del vigésimo tercer cumpleaños de McQueen.  Jack el Destripador fue presentado en el penúltimo espacio del programa de CSM.  El espectáculo fue fotografiado por Niall McInerney. La madre de McQueen, Joyce, y su tía Renee asistieron al desfile. Algunos otros asistentes tendrían un impacto significativo en su carrera. La editora de revistas y estilista Isabella Blow inmediatamente se sintió fascinada por el trabajo del diseñador. El joyero Shaun Leane fue invitado al show de CSM por casualidad; Él y McQueen luego se hicieron amigos y formaron una colaboración artística de larga duración.
El artista londinense Simon Costin prestó joyas a McQueen para el desfile, incluida su pieza Memento Mori de 1986, hecha con garras de pájaro, cráneos de conejo y piedras de azabache sintéticas.  Otras piezas de Costin incluyeron una pieza hecha con pescado seco lacado, otra con iguanas bebés secas y alas de tordos, y un collar hecho con garras de aves preservadas.
Se esperaba que los estudiantes presentaran un mínimo de seis conjuntos para una colección de graduación; McQueen presentó diez. El primer conjunto incluyó un bandeau de cuentas negras con un corte asimétrico, combinado con pantalones pitillo de color rojo oscuro. El segundo fue un vestido en gasa negra transparente usado sobre un sostén negro y una falda tubo de gasa negra con ribete de plumas, complementado con un collar con garras de pájaro de Costin. A continuación, llegó un abrigo de satén negro con largos paneles frontales puntiagudos y nada debajo, usado sobre una falda de aro con un collage de fotografías; una chaqueta negra entallada que se usa sobre una falda de parches; un vestido túnica rojo y negro sobre medias rotas; un abrigo entallado de seda rosa con estampado de espinas negras diseñado por Ungless, sobre un sujetador negro y pantalones de satén negro; un frac negro con forro rojo, sin nada debajo, usado sobre pantalones de satén negro adornados con cuentas rojas; una blusa negra transparente con espalda abierta y sin mangas con pantalones negros ajustados, todo adornado con plumas; un abrigo negro con cintura de avispa y un peplum de líneas marcadas, combinado con una falda lápiz entallada en rojo oscuro con bordado de cuentas; y finalmente, una blusa sin mangas de gasa en rojo oscuro con charreteras negras bordadas con cuentas, junto con un pantalón de satén negro de talle alto..

### Descubrimiento de Isabella Blow

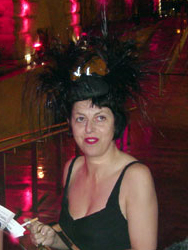
Isabella Blow en 2005

Isabella Blow insistió en comprar la colección; McQueen más tarde la recordó como «una loca» que «no paraba de insistirme» al respecto. A pesar de su ascendencia aristocrática, Blow vivía en una pobreza refinada y se veía obligada a pagarle a McQueen en efectivo. La modelo describió el acuerdo en una entrevista de 2005: «Traía un conjunto en una bolsa de basura, yo lo miraba y luego venía conmigo al cajero».
La cantidad de la colección que Blow compró y el precio que pagó por ella son temas de controversia. La mayoría de las fuentes afirman que compró la colección completa.  En su libro de 2015, Dioses y Reyes, la periodista Dana Thomas informó que Simon Ungless le dijo, «con autoridad», que no era la colección completa, aunque Thomas no especificó cuántos artículos, según Ungless, compró Blow ni cuáles. En una entrevista de 2015, Susannah Frankel también afirmó que no era la colección completa.
La autora Katherine Knox informa que Blow pagó aproximadamente 400 libras por artículo, pero no dice cuántas prendas compró. En su biografía de McQueen, Judith Watt escribe que Blow pagó 450 por una sola chaqueta y luego 5000 en cuotas mensuales por toda la colección. Las periodistas Maureen Callahan y Dana Thomas critican el valor de cuatro cifras como poco realista para un diseñador nuevo en ese momento, pero no están de acuerdo en quién fue responsable del mito: Callahan señala a McQueen, mientras que Thomas informa que era Blow a quien le gustaba exagerar lo que pagaba. Callahan da el precio real de toda la colección como 350 libras. Thomas informa que McQueen le cobró a Blow 450, pero es ambiguo en cuanto a si esto es por una sola chaqueta o por toda la colección. Los propios McQueen y Blow discreparon sobre la cifra; en entrevistas para un programa de BBC Two en 1997, dieron versiones diferentes. McQueen dijo que estaba desesperado por dinero y exigió 350 —«lo tomas o lo dejas»—, mientras que Blow dijo: «En realidad no eran 350 por lote, sino 350 por pieza».
Tras la compra, Blow se encargó de promocionar la obra de McQueen, convirtiéndose en mentora y musa durante los primeros años de su carrera.  Lució su ropa por Londres y la utilizó para sesiones de fotos. Cuando la revista Vogue británica publicó un reportaje de seis páginas sobre la casa de campo de Blow en noviembre de 1992, ella y su esposo fueron fotografiados con la ropa de McQueen, incluyendo el abrigo rosa con estampado de espinas.

## Recepción y análisis
En retrospectiva, quienes vieron el desfile recuerdan la colección como sólida, pero no necesariamente innovadora. Hillson creía que a McQueen le habría ido mejor con un programa de dos años para darle más tiempo para consolidarse como diseñador. Jane Rapley, entonces directora de CSM, encontró interesante a Jack el Destripador, pero pensó que «no era emocionante». El diseñador John McKitterick, quien vio las prendas antes del desfile, pensó que era una colección sólida. Rapley creía que fue la atención de Blow la que permitió a McQueen triunfar en ese momento, ya que le brindó oportunidades para establecer contactos. Louise Rytter señala que el desfile recibió poca atención de la prensa, pero Blow lo reconoció como algo único a pesar de todo. La periodista de moda Susannah Frankel recordó que la atención de la prensa contemporánea se centraba principalmente en los diseños de las prendas, afirmando que las críticas a las imágenes violentas no surgieron hasta más tarde «porque la prensa buscaba algo que decir después».
La mayor parte de la crítica se ha centrado en la narrativa y el estilo inusuales y violentos de la colección. Algunos han vinculado los temas de sexualidad y violencia con la traumática infancia de McQueen.La autora Ana Finel Honigman escribió que McQueen «trascendía, pero también conservaba, una historia de horror» con sus referencias al pasado. En su opinión, la levita con estampado de espinas representaba «el cabello de una víctima de asesinato flotando en su propia sangre». La teórica de la moda Caroline Evans citó a Jack el Destripador como un ejemplo temprano de la incorporación de McQueen de «sexo, muerte y comercio» a la moda, y lo relacionó con su colección Dante de otoño/invierno de 1996, que abordaba temas similares. Judith Watt encontró una similitud entre Jack el Destripador y la obra del diseñador británico John Galliano, cuya colección de grado de 1984 para CSM se inspiró en la violencia de la Primera República Francesa (1792-1804). El teórico de la moda Christopher Breward escribió que la decisión de McQueen de hacer referencia a Jack el Destripador podría considerarse poco original, dada la persistente influencia del asesino en la cultura popular, pero concluye que esto sería una simplificación excesiva. La teórica Mélissa Diaby Savané describió la estética general de McQueen como una «fantasía de fealdad» y señaló que, con este fin, McQueen no romantizó ni embelleció a las prostitutas en las que se inspiró, sino que las presentó «en toda su vulgaridad».
El uso que McQueen hace de su propio cabello también ha suscitado análisis críticos. Evans escribió que McQueen concebía el uso de su propio cabello como una forma de "entregarse a la colección".  El académico Chris McWade escribió que llevó «la idea de involucrarse en su trabajo a un fin literal», sirviendo para que McQueen perdurara a través de su obra tanto metafóricamente como, en menor sentido, literalmente.  La escritora Cassandra Atherton describió el uso de varias colecciones de McQueen, incluyendo Jack el Destripador, en un curso universitario de escritura creativa para enseñar la conexión entre la poesía y la moda, en particular cómo una puede inspirar a la otra. Señaló que muchos de los estudiantes quedaron fascinados con el uso que McQueen hace del cabello y la historia del cabello en la ropa y la joyería.

## Legado
Jack el Destripador fue la única colección que McQueen presentó bajo su nombre de nacimiento, Lee A. McQueen. Para cuando lanzó su siguiente colección, Taxi Driver (otoño/invierno de 1993), ya había decidido diseñar bajo su segundo nombre, Alexander McQueen, que también se convirtió en el nombre de su casa de moda.
McQueen se aferró a las tendencias narrativas y estéticas que estableció en Jack el Destripador a lo largo de su carrera, ganándose la reputación de producir colecciones con un enfoque narrativo inspirado en aspectos macabros de la historia, el arte y su propia vida.  La sastrería ajustada y los cortes inusuales se convirtieron en un estándar de la marca, al igual que los abrigos.  Frankel destacó «los hombros anchos, la cintura baja y el abdomen al descubierto» vistos en el desfile de la colección como una silueta característica de los inicios de su carrera. La llamada cola plegada de tres puntas «origami» del abrigo con estampado de espinas apareció en colecciones posteriores. Se inspiró nuevamente en la novela Perfume para Highland Rape (otoño/invierno de 1995).
En ocasiones, sus referencias a Jack el Destripador eran más directas. The Hunger (Primavera/Verano 1996) evocaba al asesino serial mediante elementos de diseño como cuellos puntiagudos, manchas de sangre, adornos que imitaban la carne humana y estampados de espinas.  La joyería para el cabello reapareció en Sarabande (Primavera/Verano 2007).
Dos de los abrigos, incluyendo el vestido con estampado de espinas, se exhibieron en la exposición retrospectiva Alexander McQueen: Belleza Salvaje (presentada en Nueva York en 2011 y Londres en 2015, respectivamente). Fueron prestados por la socialité Daphne Guinness, quien adquirió la colección completa de Blow tras su fallecimiento en 2007. Los artículos del archivo de Blow, incluyendo el abrigo con estampado de espinas y otros de Jack el Destripador, aparecieron en la retrospectiva de 2013 Isabella Blow: ¡Moda en Galore! en Somerset House, Londres..  Durante el montaje de esta exposición, se descubrió que el abrigo con estampado de espinas tenía una quemadura de cigarrillo en un costado. Los comisarios optaron por no retirarla durante el proceso de restauración textil, ya que consideraron que la quemadura «era una puerta de entrada para explorar cómo Blow lucía su extraordinario vestuario con tanta aparente indiferencia».
El abrigo con estampado de espinas fue fotografiado para una retrospectiva de McQueen que apareció en la edición Primavera/Verano 2015 de AnOther. Se combinó con unos pantalones bombachos y el tocado con corona de espinas de Dante.  Cuando Ruti Danan, una de las primeras empleadas de McQueen, subastó su archivo personal en 2020, un patrón para uno de los abrigos de Jack el Destripador se vendió por 3025 USD.
En 2016, la estudiante del CSM, Tina Gorjanc, presentó su proyecto de tesis de maestría, Pure Human, que proponía utilizar el ADN de McQueen, extraído del cabello usado en las prendas de Jack el Destripador, para cultivar tejido cutáneo que se convertiría en artículos de cuero. El proyecto de Gorjanc era estrictamente teórico. Aunque solicitó una patente para el proceso que menciona el nombre de McQueen, nunca obtuvo su ADN real, y los tres prototipos que produjo fueron de piel de cerdo. McWade describe este proyecto como parte de la «cualidad fantasmal» que define el legado póstumo de McQueen, en el que a menudo se le ve como una presencia inquietante o como una resurrección metafórica.